# Western European Volleyball Zonal Association
Western European Volleyball Zonal Association  (WEVZA) är en av sex zonorganisationer inom Confédération Européenne de Volleyball (volleybollförbundet för Europa). Den har sitt säte i Porto, Portugal (den nationella federation som ordföranden tillhör ansvarar även för organisationens sekretariat). Organisationen grundades 26 september 2013 i Köpenhamn, Danmark.
Organisationen fokuserar främst på ungdomsturneringar, men organiserar även klubbturneringen WEVZA Cup som hade premiär 2022.

## Medlemmar[1]
- Belgien (dam, herr)
- Frankrike (dam, herr)
- Italien (dam, herr)
- Nederländerna (dam, herr)
- Portugal (dam, herr)
- Schweiz (dam, herr)
- Spanien (dam, herr)
- Tyskland (dam, herr)